# Gymnopogon
Gymnopogon is een geslacht uit de grassenfamilie (Poaceae). De soorten van dit geslacht komen voor in Azië en Amerika.

## Soorten
Van het geslacht zijn de volgende soorten bekend:
- Gymnopogon ambiguus
- Gymnopogon aristiglumis
- Gymnopogon brevifolius
- Gymnopogon burchellii
- Gymnopogon chapmanianus
- Gymnopogon delicatulus
- Gymnopogon doellii[2]
- Gymnopogon fastigiatus
- Gymnopogon foliosus
- Gymnopogon glaber
- Gymnopogon grandiflorus
- Gymnopogon legrandii
- Gymnopogon spicatus
- Gymnopogon toldensis